# Chris Beck
Chris Beck (ur. 21 czerwca 1966 w Nowym Jorku) – były komandos elitarnej jednostki amerykańskich sił specjalnych SEAL. Urodził się jako Christopher T. Beck. Trzynastokrotnie uczestniczył w zagranicznych misjach, często biorąc udział w działaniach wojennych. Za swoje osiągnięcia odznaczona m.in. Purpurowym Sercem i Brązową Gwiazdą. W 2013 roku ujawnił się jako transpłciowa kobieta i zaczął posługiwać się imieniem „Kristin”. W 2022 roku ogłosił decyzję o detranzycji.

## Dzieciństwo
Dziecięce lata spędził na farmie w Pensylwanii oraz w Nowym Jorku, uczęszczając do chrześcijańskiej szkoły. W wieku pięciu lat (na długo przed korektą płci) często zakradał się do pokoju siostry, aby przymierzać jej sukienki. Przyłapany w sukience przez ojca przestraszył się na tyle mocno, że ukrył swoje prawdziwe pragnienia w kolejnych latach, próbując udawać przykładnego syna. Uprawiał sport, uciekł z domu, ale rodzice byli zadowoleni, gdy udało mu się odnosić sukcesy w szkole. 

## Edukacja
Po ukończeniu edukacji w Wellsville High School w Nowym Jorku, w latach 1984–1987 studiował na wojskowej uczelni Virginia Military Institute, gdzie specjalizował się w inżynierii elektrycznej. W 1989 ukończył studia politologiczne na Alfred University.

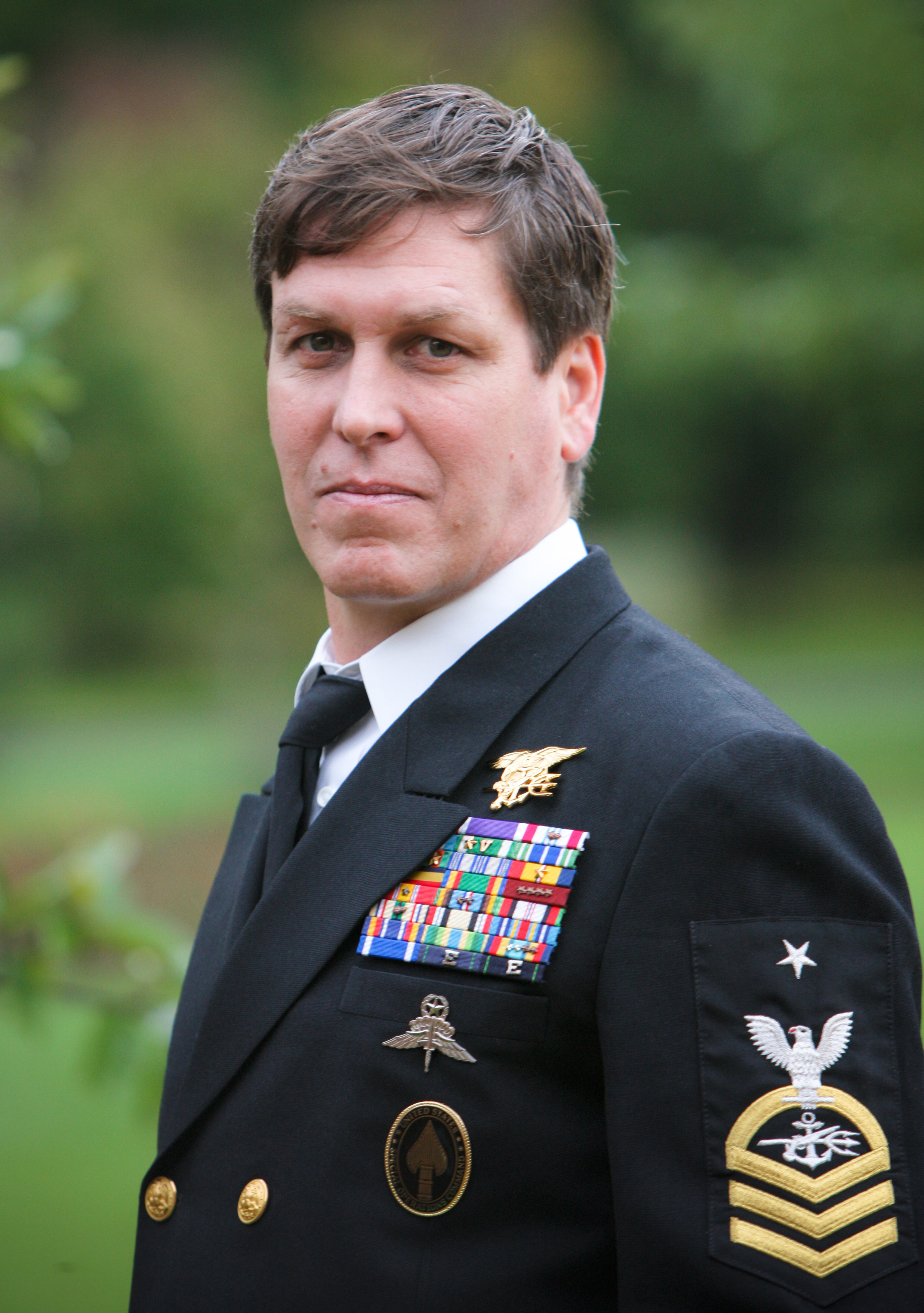
Chris Beck przed tranzycją płciową

## Służba wojskowa
Jako komandos SEAL uczestniczył w akcjach na Bliskim Wschodzie – podczas pierwszej wojny w Zatoce Perskiej, w Somalii, Iraku, Afganistanie oraz Pakistanie. Po 20 latach służby, w 2011 odszedł na wojskową emeryturę. W 2014 został rzecznikiem "Projektu 296", grupy utworzonej w hrabstwie Arlington w stanie Wirginia, która poprzez sztukę pomagała żołnierzom wracającym z wojen w Iraku i Afganistanie w przezwyciężeniu zespołu stresu pourazowego.

## Transpłciowość
W lutym 2013 ujawnił się jako transpłciowa kobieta, a parę miesięcy później wydał książkę autobiograficzną pt. Warrior Princess: A U.S. Navy SEAL's Journey to Coming out Transgender, w której opisał swoją służbę w jednostce SEALs oraz transpłciową tożsamość. Wydanie książki wzbudziło spore zainteresowanie mediów, które szczególnie chciały poznać powody, dla których zdecydował się na zmianę płci. Zaufał tylko jednemu dziennikarzowi – Andersonowi Cooperowi z amerykańskiej stacji informacyjnej CNN, który przeprowadził z nią pierwszy wywiad. Choć sama książka uczyniła z niego jedną z najbardziej znanych kobiet transpłciowych w Stanach Zjednoczonych, nie był z niej do końca zadowolony uważając, że jest ona niespójna, gdyż jego osobiste odczucia i wrażliwość zostały zatarte przez parapsycholgiczne wywody współautorki książki. Ogłosił, że pracuje nad nową książką autobiograficzną o roboczym tytule "Lady Valor", która bardziej przybliży czytelnikom jego historię.  
W lipcu 2013 prowadził pokaz mody w Falls Church, zorganizowany przez organizację o nazwie NOVASalud, w którym jako modelki wystąpiły wyłącznie transpłciowe kobiety. W 2014 wystąpił w filmie dokumentalnym pt. "Lady Valor: The Kristin Beck Story", reżyserowanego przez Sandrine Orabona i Marka Herzoga, ukazującym jego życie w wojsku oraz przemianę w kobietę.
W grudniu 2022 roku ogłosił, że tranzycja była błędem, a ostatnie 10 lat zniszczyło jego życie. Nazwał transpłciowość przemysłem wartym miliardy dolarów i zaznaczył, że otrzymał receptę na hormony po godzinnej konsultacji z psychologiem. 

## Polityka
Po rozpoczęciu tranzycji pragnął wykorzystać swoją popularność do promowania praw osób transpłciowych w USA. W 2015 opublikował książkę pt. Freedom Has a Cost: A Navy SEAL and a Marine's Journey Into Politics, w której zawarł swój manifest polityczny. W 2016 ubiegał się o nominację Partii Demokratycznej w wyborach do Kongresu Stanów Zjednoczonych w piątym okręgu wyborczym stanu Maryland. W prawyborach uzyskał 13 320 głosów (12,1%), przegrywając z popularnym kongresmenem Stenym Hoyerem.